# Gift Orban
Gift Orban (Nigéria, 2002. július 17. –) nigériai labdarúgó, a német Hoffenheim csatára.

## Pályafutása
Orban Nigériában született. Az ifjúsági pályafutását a Bison akadémiájánál kezdte.
2021-ben mutatkozott be a Bison felnőtt keretében. A 2022-es szezon első felében a norvég másodosztályban szereplő Stabæk csapatát erősítette kölcsönben. A lehetőséggel élve, 2022 nyarán a norvég klubhoz szerződött. A 2022-es szezonban 22 mérkőzésen elért 16 góljával megszerezte a liga gólkirályi címét, Bård Finne-nel megosztva. 2023. január 31-én a belga első osztályban érdekelt Genthez igazolt. 2023. február 11-én, a Westerlo ellen idegenben 3–3-as döntetlennel zárult bajnokin debütált és egyben megszerezte első két gólját is a klub színeiben. 2023. március 12-én, a Zulte-Waregem ellen 6–2-re megnyert bajnokin mesternégyest szerzett. Három nappal később a Basaksehir ellen 4–1-re megnyert Konferencia-liga mérkőzésen három perc alatt mesterhármast lőtt.
2024. január 18-án a francia Lyon szerződtette. 2025. január 2-án a német Hoffenheim szerződtette.

## Statisztikák
2024. november 7. szerint
| Klub     | Szezon   | Osztály        | Bajnokság | Bajnokság | Kupa  | Kupa | Nemzetközi | Nemzetközi | Összesen | Összesen |
| Klub     | Szezon   | Osztály        | Meccs     | Gól       | Meccs | Gól  | Meccs      | Gól        | Meccs    | Gól      |
| -------- | -------- | -------------- | --------- | --------- | ----- | ---- | ---------- | ---------- | -------- | -------- |
| Stabæk   | 2022     | OBOS-ligaen    | 22        | 16        | 2     | 3    | —          | —          | 24       | 19       |
| Gent     | 2022–23  | Jupiler League | 16        | 15        | 0     | 0    | 6          | 5          | 22       | 20       |
| Gent     | 2023–24  | Jupiler League | 17        | 3         | 3     | 0    | 10         | 9          | 30       | 12       |
| Lyon     | 2023–24  | Ligue 1        | 13        | 1         | 3     | 2    | 0          | 0          | 16       | 3        |
| Lyon     | 2024–25  | Ligue 1        | 3         | 2         | 0     | 0    | 2          | 0          | 5        | 2        |
| Összesen | Összesen | Összesen       | 71        | 37        | 8     | 5    | 18         | 14         | 97       | 56       |

## Sikerei, díjai
Stabæk
- OBOS-ligaen
  - Feljutó (1): 2022

Lyon
- Francia Kupa
  - Döntős (1): 2023–24

Egyéni
- OBOS-ligaen – Az Év Fiatal Játékosa: 2022